# Mõisaküla (Pajusi)
Mõisaküla – wieś w Estonii, w prowincji Jõgeva, w gminie Pajusi.